# Lepidosaphes towadensis
Lepidosaphes towadensis är en insektsart som beskrevs av Sadao Takagi och Kawai 1966. Lepidosaphes towadensis ingår i släktet Lepidosaphes och familjen pansarsköldlöss. Inga underarter finns listade i Catalogue of Life.